# Pompa dell'olio

Pompa a ingranaggi

La pompa dell'olio è quell'organo che mette in circolo l'olio, viene ampiamente utilizzata sui motori endotermici dei mezzi da trasporto.

## Tipologia
Le pompe per i motori non sono tutte uguali, infatti queste possono essere:

### Tipo di comando
Il comando e controllo della pompa dell'olio può essere:
- meccanico: questi tipi di pompe vengono comandate direttamente dal motore e possono essere comandati in due modi diversi;
  - comando singolo, governato dai soli regimi del motore.
  - comando doppio, governato sia dal motore tramite i giri che dal comando gas, questo tipo di pompa viene utilizzato principalmente sui motori a due tempi e prende il nome di miscelatore.
- elettronico: il controllo si ha tramite una centralina di gestione, la quale utilizza i diversi parametri funzionali del motore.

### Tipologia costruttiva
- a ingranaggi, si utilizzano due ingranaggi ingranati tra loro, di cui uno dei due è condotto dall'altro e la loro rotazione permette il pompaggio dell'olio, il quale scorre nella parte più esterna dei ingranaggi
- a lobi o trocoidale, si utilizzano due elementi dentati, i quali hanno un asse di rotazione leggermente differente e permette un pompaggio dell'olio paragonabile alla pompa a ingranaggi, ma richiedendo un minore spazio
- a pistone/i, utilizzata sui vecchi mezzi o nel caso serva una regolazione anche tramite un secondo comando oltre al regime